# 제시카 프루넬
제시카 프루넬(Jessica Prunell, 1977년 4월 25일 ~ )은 미국의 배우, 텔레비전 배우, 변호사, 영화배우이다.

## 영화
- 베이비-시터 클럽 (1990년)
- 7월 4일생 (1989년) - 어린 도나 역